# زمرة بديهية
في الرياضيات، زمرة بديهية (بالإنجليزية: Trivial group)‏ أو الزمرة الصفر هي زمرة تتكون من عنصر واحد.